# 枯葉剤

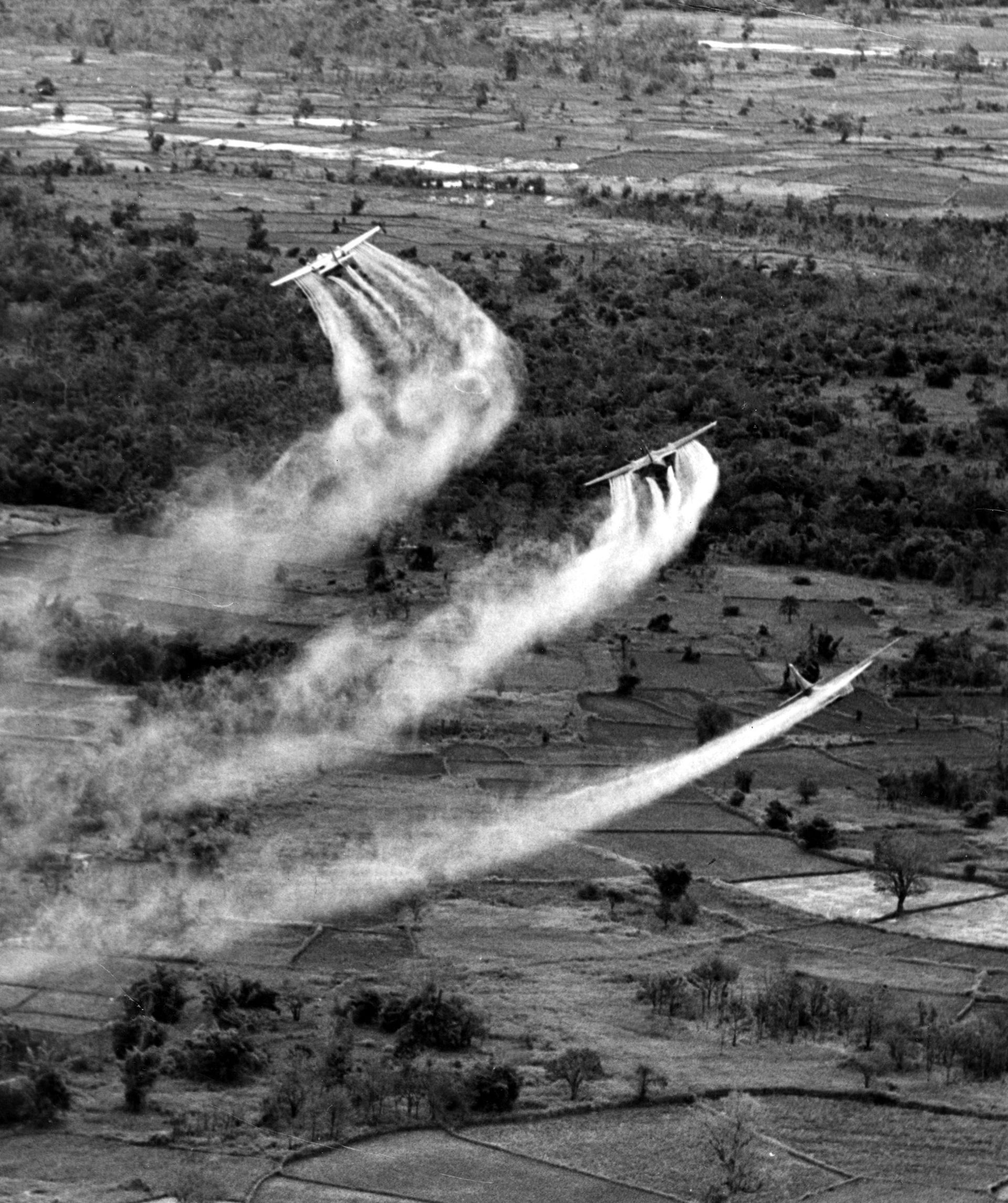
ベトナム戦争時のランチハンド作戦による枯葉剤撒布の様子

枯葉剤（かれはざい、英語: Defoliant）は、除草剤の一種。アメリカの植物学者、アーサー・ガルストンによって発明された。その後モンサントによって量産され、化学兵器として軍事利用された。ちなみに、ベトナム戦争で撒布された枯葉剤はダイオキシン類の一種2,3,7,8-テトラクロロジベンゾ-1,4-ジオキシン（TCDD）を高い濃度で含んだものであり、通称オレンジ剤とも呼ばれている。

## ベトナム戦争における枯葉剤
ベトナム戦争中にジョン・F・ケネディ政権率いるアメリカ軍によって1961年以降撒かれた枯葉剤は、軍の委託によりダイヤモンドシャムロック、ダウ、ハーキュリーズ、モンサント社などにより製造された。用いられた枯葉剤には数種類あり、それぞれの容器に付けられる縞の色から虹枯葉剤と呼ばれ、オレンジ剤（Agent Orange）、ホワイト剤、ブルー剤などがあった。
ベトナムで使用された枯葉剤のうち主要なものは、2,4-ジクロロフェノキシ酢酸（2,4-D）と2,4,5-トリクロロフェノキシ酢酸（2,4,5-T）の混合剤であり、ジベンゾ-パラ-ダイオキシン類が含まれ、副産物として一般の2,4,5-T剤よりさらに多い2,3,7,8-テトラクロロジベンゾ-1,4-ジオキシン（TCDD）を生成する。このTCDDは非常に毒性が強く、動物実験で催奇形性が確認されている。ベトナム帰還兵の枯葉剤暴露と、その子供の二分脊椎症の増加については、TCDDとの関連が示唆された。
なお、2,4,5-Tはアメリカ合衆国や日本では撒布使用が許可されていない。ダイオキシン類が作用する分子生物学的標的は内分泌攪乱化学物質と類似のものであり（受容体参照）、動物実験で催奇性が確認されている。ヒトに対する影響は不明とする否定意見があるが、これは人間に対しては、動物のように人体実験を行うことが出来ないため、不明となっているためである。
枯葉剤の撒布は、名目上はマラリアを媒介するマラリア蚊や蛭を退治するためとされたが、実際はベトコンの隠れ場となる森林の枯死、およびゲリラ支配地域の農業基盤である耕作地域の破壊が目的であったといわれる。枯葉剤は1961年から1975年にかけてゲリラの根拠地であったサイゴン周辺やタイニン省やバクリエウ省のホンザン県などに大量に撒布された。アメリカ復員軍人局の資料によれば確認できるだけで8万3600キロリットルの枯葉剤が撒布された。コロンビア大学のジーン・ステルマンの調査では、撒布地域と当時の集落分布をあわせて調査した結果、400万人のベトナム人が枯葉剤に曝露したとしている。
1969年6月末、サイゴンの日刊紙「ティン・サン」は枯葉剤撒布地域での出産異常の増加に関する連載を開始したが、当局によりすぐさま発禁処分となった。同年11月29日、全米科学振興協会（AAAS）の年次総会にて、ハーバード大学のマシュー・メセルソン、バウマンらの撒布地域における出産異常の激増に関する報告がなされた。

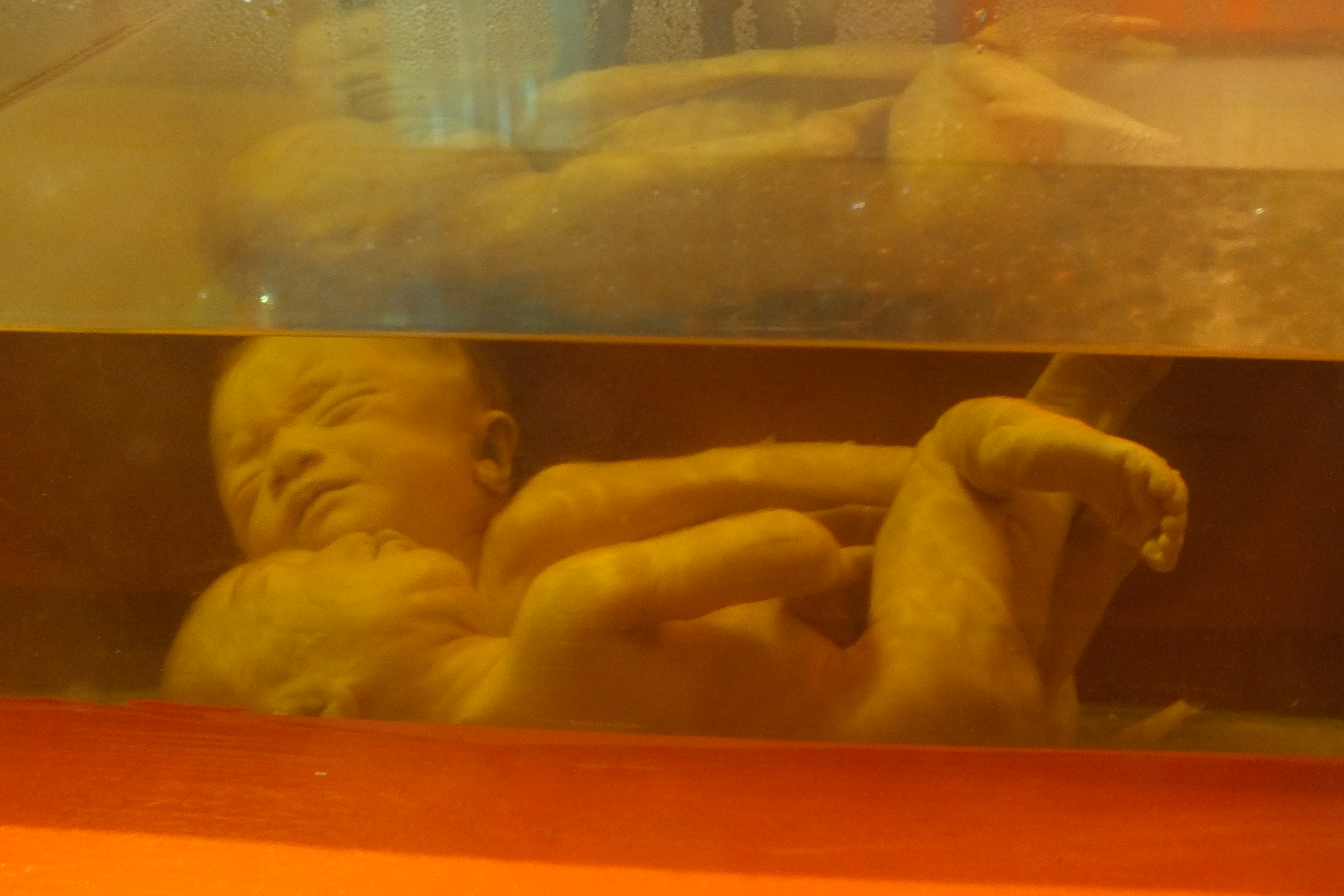
枯葉剤によるダイオキシン汚染が原因とみられる結合双生児の標本（戦争証跡博物館）。

同報告では、1959年から1968年の異常児出産4002例を調べ、撒布強化された1966年以降、先天性口蓋裂が激増していること、奇形出産率がサイゴンで1000人中26人、集中撒布地域のタイニンで1000人中64人にのぼった事が報告された。また撒布地域の母乳のダイオキシン濃度で最高1450pptを検出、平均で484pptと、非撒布地域・国に比べて非常に高い汚染状況にある事が報告された。1972年6月、ストックホルムでの国連環境会議で枯葉剤撒布は主要議題となり、アメリカの批判派の科学者らから、ベトナムでの奇形児出産の増加を含む膨大な報告がなされた。
ベトナム政府によれば、最大300万人のベトナム人が枯れ葉剤にさらされ、21世紀の現在もなお先天性欠損を抱える子ども15万人を含む100万人が健康への深刻な影響を受けているとしている。ベトナム人被害者たちは、アメリカに対して補償を求め訴訟まで起こしたが、2009年にアメリカ連邦最高裁判所が訴えを却下。アメリカ当局は、枯れ葉剤と先天性欠損症などのとの間に直接の関連を認めることはなかった。一方、アメリカとベトナムの外交が活発化する中で、アメリカ合衆国国際開発庁は2012年から2018年にかけてダナン国際空港にてダイオキシン類の浄化作業を開始。2019年からは、ビエンホア空軍基地跡の浄化作業にも着手した。さらに国際開発庁は、ベトナムの障害者の生活改善を目指して政府機関と活動していく趣意書を出している。

## 沖縄の枯葉剤保管疑惑
ベトナム戦争中に枯葉剤が、アメリカ合衆国による沖縄統治時に持ち込まれており、沖縄で服務中に枯葉剤に被曝したとして、健康被害の補償を求める米国退役軍人省の公文書や、保管されたマイクロフィルムで明るみに出た。
アメリカ軍は1971年、毒ガス類を撤去するための移送作戦「オペレーション・レッドハット」を行い、沖縄本島の枯葉剤もハワイ沖ジョンストン島へ移送されたとされる。沖縄で従軍した元兵士の疾患について、枯葉剤による後遺症であると認められたものの、一方アメリカ合衆国連邦政府は、沖縄県における枯葉剤の存在を否定している。

## アメリカでの枯葉剤健康被害
1984年、アメリカのベトナム帰還兵らが枯葉剤製造会社に対して集団訴訟を起こした。訴訟に加わった帰還兵らは4万人を超えた。しかし、裁判が審理入りする直前になり、突如原告代表者が会社側との和解を発表、製造会社側は枯葉剤の被害を認めぬまま原告に補償金1億8000万ドルを支払うことで同意した。裁判で帰還兵らの枯葉剤健康被害が公にされる事がないまま、帰還兵らの証言はお蔵入りとなったのである。この突然の和解を不服とした帰還兵や遺族らが1989年に再び集団訴訟をおこしているが、却下された。
1991年、アメリカの枯葉剤曝露帰還兵に対して救済法が成立し、15の疾病に枯葉剤との関連が認められた。ベトナム帰還兵の子供世代への健康被害調査も行われ、帰還兵の二分脊椎症の子供および女性帰還兵に限りその他の先天障害をもつ子供へも補償が認められた。

## アフリカ諸国の独立戦争における除草剤
1961年から1975年にわたるアンゴラでのアンゴラ独立戦争の際には、ポルトガル軍はアンゴラ解放人民運動に対して除草剤を使用した。また、ギニアビサウでのギニアビサウ独立戦争の際にも、ポルトガル軍は人民革命軍 (FARP) に対して除草剤を使用している。これらの地域で撒布された除草剤はベトナム戦争で使用された枯葉剤とは異なる。

## 麻薬作物と除草剤撒布
麻薬作物の除去を名目としてコロンビアやアフガニスタンなどでグリホサート成分と他の薬剤を調合し、濃厚にした成分を空中撒布する作戦が行われてきたが、賛否両論あり議論されている。これらの地域で撒布された除草剤はベトナム戦争で使用された枯葉剤とは異なる。

## 枯葉剤をテーマとした作品
- 『花はどこへいった』 - ドキュメンタリー。坂田雅子監督。
- 『Front Line』スティーヴィー・ワンダー。ベトナム戦争に関する曲。枯葉剤Orangeについて言及。
- 『Agent Orange』- ドイツのスラッシュメタルバンド、ソドムが1989年に発売したアルバム。タイトル曲はベトナム戦争及び本枯葉剤について歌っている。
- 『母は枯葉剤を浴びた』中村梧郎著